# Major Holley
Major Quincy Jr. Holley, auch Mule Holley (* 10. Juli 1924 in Detroit, Michigan; † 25. Oktober 1990 in Maplewood, New Jersey), war ein US-amerikanischer Bassist des Jazz.

## Leben und Wirken
Holleys erste Instrumente waren Violine und Tuba; während des Militärdienstes in der US Navy wechselte er zum Kontrabass. Nach dem Militärdienst trat er mit Musikern wie Dexter Gordon, Wardell Gray, Charlie Parker, Art Tatum und Ella Fitzgerald auf. Er spielte 1950 seine ersten Aufnahmen im Duo mit Oscar Peterson ein (die nie wiederveröffentlicht wurden) und wurde kurzzeitig neben Charlie Smith Mitglied des Peterson-Trios.
1951 zog er nach London. Zwischen 1954 und 1956 arbeitete er als Studiomusiker für die BBC und gehörte deren BBC Orchestra an, bevor er 1958 an einer Südamerikatournee von Woody Hermans Band teilnahm. Nach der Rückkehr in die USA schloss er sich 1959 dem Quintett von Al Cohn und Zoot Sims an. In den 1960er Jahren arbeitete er erneut als Studiomusiker und trat unter anderem mit dem Kenny Burrell Trio, Coleman Hawkins (Today and Now, 1962), Roy Eldridge, Quincy Jones und Duke Ellington (1964) auf. Zwischen 1967 und 1970 unterrichtete er am Berklee College of Music in Boston.
In der Folgezeit unternahm er Europatourneen mit Helen Humes und den Kings of Jazz, nahm mit Lee Konitz (1975), Roland Hanna (1979), Slam Stewart (1981), Michel Legrand, Milt Buckner und Jay McShann auf und trat bei verschiedenen europäischen Jazzfestivals auf. Holley war als Bassist dafür bekannt, sein Solo-Spiel (mit dem Bogen) durch gleichzeitiges Unisono-Summen zu begleiten, was er nach eigenen Angaben von Slam Stewart übernahm; er wechselte aber nicht in die Oktave.

## Diskographische Hinweise
- Mule mit Gérard Badini, Ed Thigpen, Gerry Wiggins, 1974
- Excuse Me, Ludwig mit Oliver Jackson, Gerry Wiggins, 1977
- Slam Stewart & Major Holley Shut Yo’ Mouth! (rec. 1981, mit Dick Hyman, Oliver Jones) 1991
- Major Step mit Han Bennink, Rein de Graaff, Joe van Enkhuizen, (rec. 1990) 2000